# Микола Косович
Микола Косович (17 грудня 1901, Розділ — 28 червня 1941, Тернопіль) — український греко-католицький священник, жертва радянських репресій. Слуга Божий.

## Життєпис
Микола Косович народився 17 грудня 1901 року в містечку Розділ Жидачівського повіту (нині Миколаївський район Львівської області) в сім'ї Михайла і його дружини Марії з дому Турко. Мав чотирьох братів і дві сестри. Його батько був будівничим, між іншим, реалізував проект будівництва Рогатинської гімназії в 1910–1911 роках. Микола навчався в Рогатинській гімназії (один рік) і Львівській академічній гімназії (1913–1918). Після шостого класу у 1918 році перервав навчання і вступив до Української Галицької Армії, де служив у ранзі підхорунжого. У червні 1919 року потрапив у полон до поляків і був інтернований спочатку в Пикуличах біля Перемишля, а потім у Ланьцуті. Повернувся з полону в 1920 році і записався до Стрийської гімназії, де 5 червня 1921 року склав іспит зрілості. Восени 1921 року вступив до Львівської духовної семінарії й провчився там упродовж 1921–1925 років.
21 листопада 1926 року в с. Жеребки Королівські повінчався з дочкою священника Надією Бачинською і 12 червня 1927 року митрополитом Андреєм Шептицьким в соборі Святого Юра у Львові був висвячений у священничий сан. Першим місцем служіння була парафія в селі Волцнів на Жидачівщині (філіальні храми в селах Дем'янка-Лісна і Дем'янка-Наддністрянська), де він був адміністратором з 20 червня 1927 до 25 квітня 1929 року. Потім був адміністратором парафії (1929–1932) і парохом (1932–1935) в селі Крушельниця на Сколівщині. Наступним місцем душпастирської праці була парафія в с. Помонята в Рогатинському повіті (1935–1937), а з 1937 року був на парафії в селі Бишки в Бережанському повіті (нині село Козівського району Тернопільської області) з філіальним храмом у селі Потік. Всюди, де о. Микола Косович був на парафіях, гідно виконував свої душпастирські обов'язки, піклувався про духовність своїх вірних, дбав про розвиток читальні «Просвіти» та інших громадських організацій. Під його керівництвом було збудовано і освячено нові храми в Бишках і Потоці, спроектовані його рідним братом Омеляном і технічно оформлені його другим братом Романом Косовичем. Посвячення обох храмів здійснив львівський єпископ-помічник Іван Бучко.
У грудні 1940 року о. Микола Косович був заарештований НКВС і ув'язнений спочатку в Бережанській тюрмі, а потім переведений до Тернопільської тюрми. 4 квітня 1941 року Тернопільський обласний суд засудив його до 8 років позбавлення волі у виправно-трудових таборах. Перед приходом німців 28 червня 1941 року був розстріляний у Тернопільській тюрмі. Похований у спільній могилі закатованих більшовиками в'язнів на Микулинецькому цвинтарі в Тернополі.

## Вшанування пам'яті
26 червня 2008 року в селі Бишки відбулося урочисте святкування 80-ї річниці освячення храму Воскресіння Христового, збудованого під проводом о. Миколи Косовича. На молитві був присутній правнук отця Миколи Косовича — о. Роман Косович. Отець Роман молився в ризах, в яких його прадідусь освячував храм і які збереглися й були передані для молитви нащадкові. Духовенство відслужило Панахиду за о. Миколою Косовичем і всіма спочилими будівничими, жертводавцями і священниками, які служили на парафії.

### Беатифікаційний процес
Від 2001 року триває беатифікаційний процес прилучення о. Миколи Косовича до лику блаженних.